# Karlstadt (Karlstadt)
Karlstadt ist der Hauptort der Stadt Karlstadt im unterfränkischen Landkreis Main-Spessart in Bayern.

## Geographie

### Lage
Karlstadt liegt 162 m ü. NHN zwischen Gemünden am Main und Würzburg an den Bundesstraßen 26 und 27.

### Nachbargemarkungen
| Gainfurter Markung | Gambach                                     | Eußenheim |
| Karlburg Mühlbach  | Kompassrose, die auf Nachbargemeinden zeigt | Stetten   |
| Laudenbach         | Himmelstadt                                 |           |

### Gewässer
Karlstadt liegt am rechten Mainufer, an dem sich der Hafen Karlstadt befindet.

## Geschichte

### Vor der Gebietsreform in Bayern

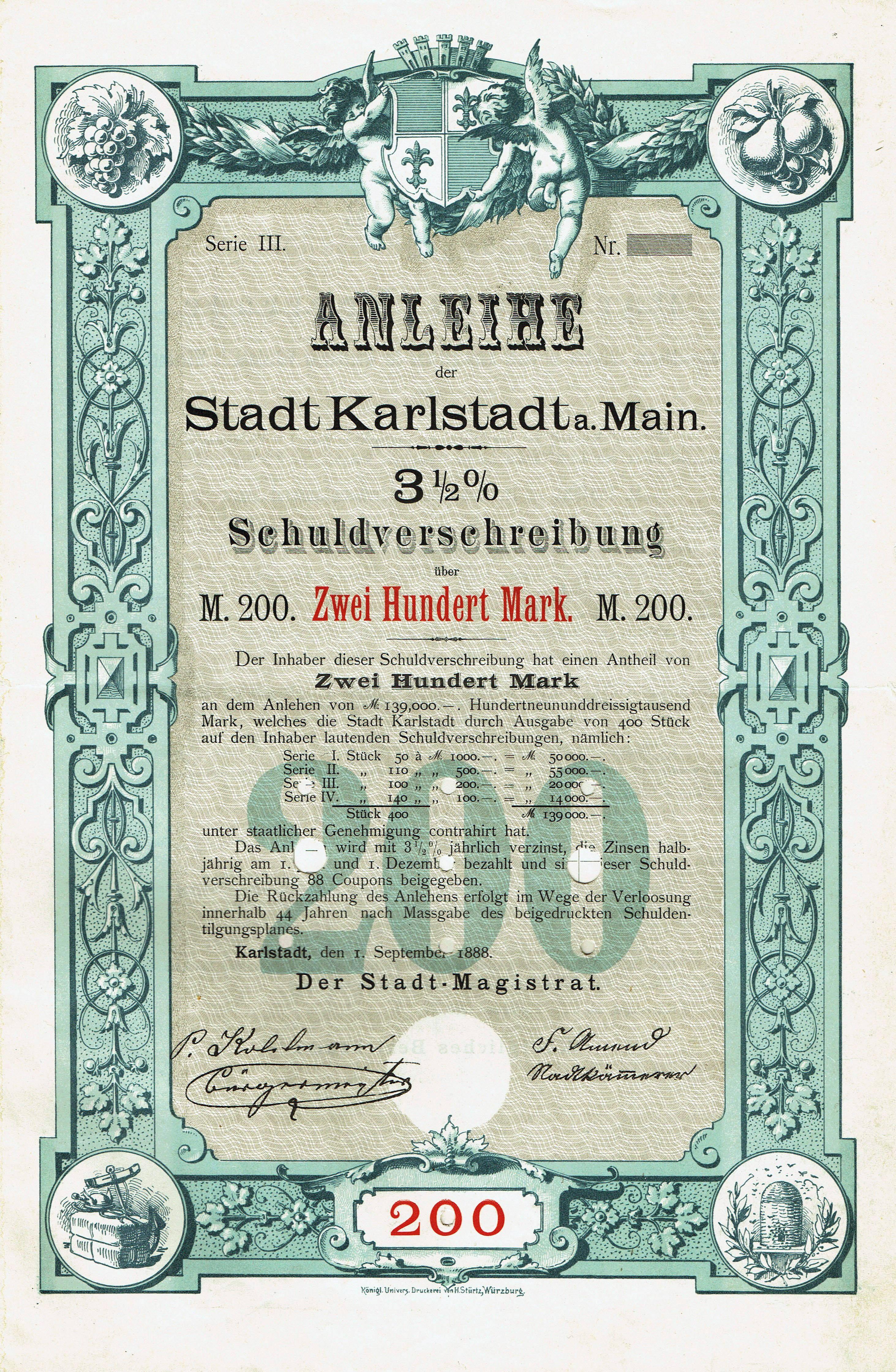
Anleihe über 200 Mark der Stadt Karlstadt am Main vom 1. September 1888

Vom ausgehenden 6. bis zur Mitte des 13. Jahrhunderts bestand auf der gegenüberliegenden Mainseite die ungewöhnlich große Talsiedlung Karlburg mit Kloster und Hafen.
Sie stand im Zusammenhang mit der Höhenburg Karlsburg, die im Bauernkrieg 1525 zerstört wurde. 1202 erfolgte die Gründung von Karlstadt durch Bischof Konrad von Querfurt. Das genaue Gründungsdatum ist nicht bekannt. Aufgrund der nur vierjährigen Amtszeit des Gründers lässt sich die Entstehungszeit jedoch relativ eng eingrenzen.
Die Stadt wurde zur Verteidigung des Würzburger Territoriums gegen die Grafen von Rieneck planmäßig nach einem nahezu rechteckigen Grundriss angelegt, was noch heute gut zu erkennen ist. Die Straßen im Altort sind nahezu schachbrettartig angelegt, verlaufen aber aus militärischen Gründen und als Schutz vor der Ausweitung bei Bränden nicht vollständig gerade.

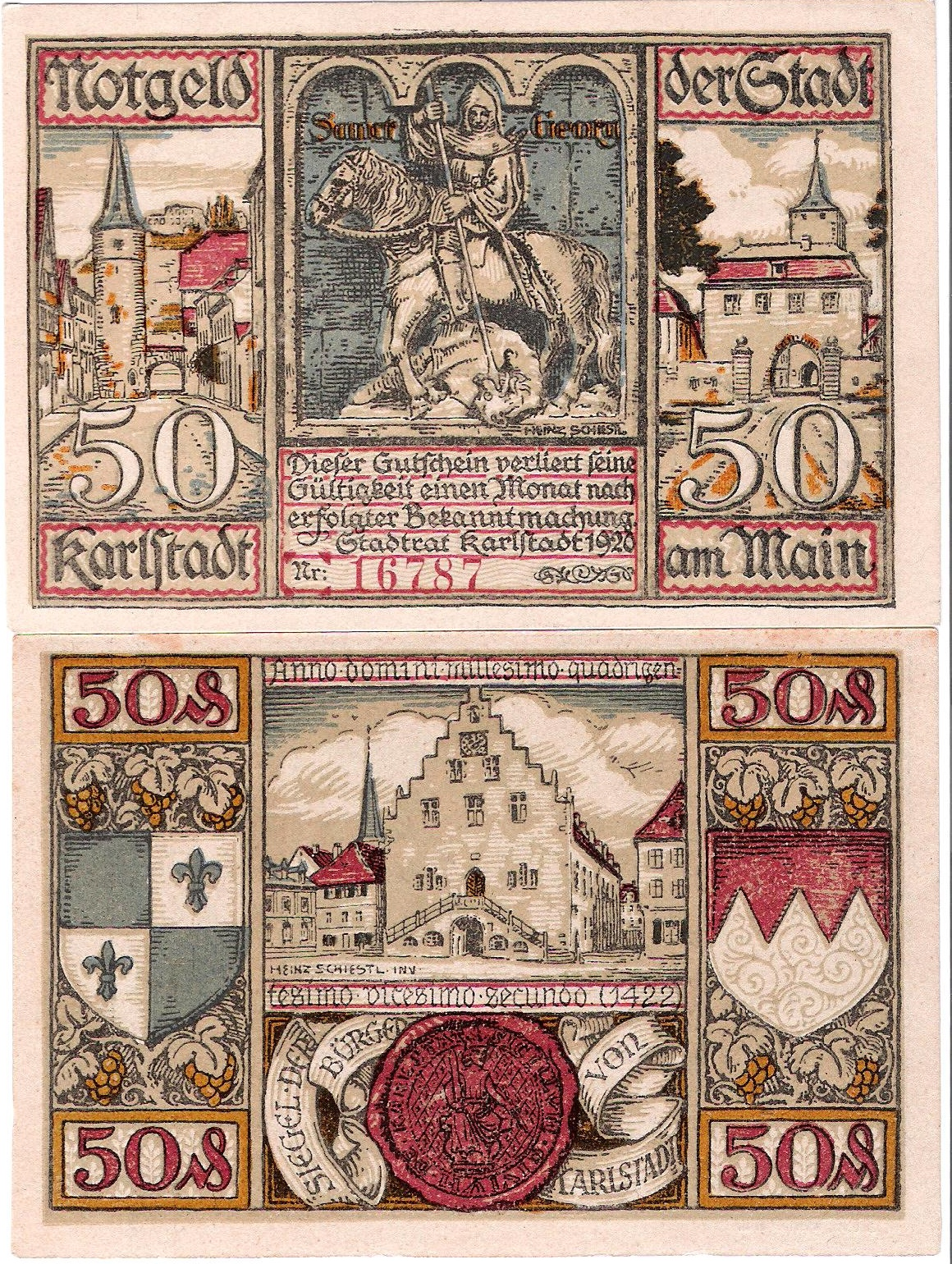
Heinz-Schiestl-Notgeld 1920:
50-Pf-Schein

1225 wurde Karlstadt erstmals urkundlich erwähnt. 1236 erfolgte die Zerstörung von Burg und Dorf Karlburg in der Rienecker Fehde. Im Jahr 1244 kommt es zur ersten Erwähnung des Karlstadter Weinbaus. 1277 gibt es den frühesten Nachweis des Stadtsiegels. Im Jahr 1304 wurde die Stadtbefestigung fertiggestellt. Die erste Nennung der Pfarrei Karlstadt erfolgte 1339. 1369 kommt es zur Gründung eines Spitals. 1370–1515 erfolgt die durchgreifende Umgestaltung der ersten, romanischen Pfarrkirche zu einem gotischen Hallenbau. Um 1400 wird Karlstadt für kurze Zeit bischöfliche Münzstätte. Das Oberamt Karlstadt des Hochstiftes Würzburg, das zum Fränkischen Reichskreis gehörte, wurde, nach der Säkularisation 1803 zugunsten Bayerns, 1805 Erzherzog Ferdinand von Toskana zur Bildung des Großherzogtums überlassen und fiel mit diesem 1814 endgültig an Bayern.
Die im Ort ansässigen jüdischen Familien richteten im Haus Hauptstraße 24 eine Synagoge ein. Die Einrichtung und die Ritualien wurde beim Novemberpogrom 1938 von SA-Männern zerstört. Eine Gedenktafel am Haus erinnert daran.
Am 27. März 1945 wurde von der Wehrmacht die Mainbrücke gesprengt. Vom 3. bis 6. April beschossen US-Truppen den Ort mit Artillerie und besetzten ihn dann am 7. April.
Der Ort Karlstadt lag im Landkreis Karlstadt bis zu dessen Auflösung.

### Seit der Gebietsreform in Bayern
Der Ort Karlstadt gehört seit dem 1. Juli 1972 zum Landkreis Main-Spessart. Am 1. Januar 2023 hatte der Stadtteil Karlstadt 7086 Einwohner.

## Religion
Die Stadt Karlstadt ist katholisch geprägt. Laut Zensus 2011 waren 76,3 % (11.390) Einwohner römisch-katholisch, 8,0 % evangelisch, 3,3 % gehörten anderen Konfessionen oder Glaubensgemeinschaften an und 12,2 % waren konfessionslos.
Die katholischen Pfarreien St. Andreas und Zur Heiligen Familie gehören zum Pastoralen Raum Karlstadt im Dekanat Main-Spessart. Außerdem gibt es das Evangelisch-Lutherische Pfarramt St. Johannis, die Freie evangelische Gemeinde, die Neuapostolische Kirche und den Verband der islamischen Kulturzentren.